# Cryptocoryne beckettii
Cryptocoryne beckettii är en art i familjen kallaväxter, som blev vetenskapligt beskriven av Jean-Louis Thuillier och Henry Trimen. Inga underarter finns listade.